# 陶人群
陶人群（1561年—1614年），字眾甫，號匏宇，直隸應天府溧陽縣人，明朝政治人物。

## 生平
萬曆三十一年（1603年）癸卯科應天鄉試第一百十五名舉人，三十二年（1604年）中式甲辰科會試第六十三名，三甲第二百四十三名進士。吏部觀政，授南京大理寺評事，三十七年（1609年）升南京大理寺左寺正，四十年（1612年）出為邵武府知府，四十二年（1614年）卒於官。

## 家族
陶人群是東漢溧陽侯陶謙的後代，曾祖陶濬，壽官。祖父陶廷樞，壽官。父陶組在萬曆年間自陶莊（今溧陽市竹簀鎮陶莊村）遷居義笪（今溧陽市崑崙街道，位於平陵西路北側、中關村大道東側，2010年之前整村拆除）。陶人群遷居常州府武進縣。母蔣氏。永感下。兄陶人性，弟陶人時、陶人望、陶人文。
陶人群一門三代四進士，兩子一孫同為進士。
- 子陶嘉祉，崇禎七年甲戌科三甲第一百一十八名進士。
- 子陶元祐，崇禎十六年癸未科三甲第五十七名進士。
- 陶元祐子陶自悅，康熙二十七年戊辰科三甲第五十七名進士。